# Francesco Maria Grimaldi
Francesco Maria Grimaldi (1618-1663) là nhà toán học, nhà thiên văn học, thầy tu người Ý. Ông đề xuất lý thuyết cho rằng ánh sáng có bản chất sóng. Trong tác phẩm Phyicomathesis da lumine, coloribus, et iride, aliisque annexis xuất bản vào năm 1665, Grimaldi mô tả sự nhiễu xạ ánh sáng trắng. Ông kết luận rằng ánh sáng là chất lỏng có khả năng chuyển động dạng sóng. Đây là một trong những xác nhận sớm nhất rằng ánh sáng có dạng sóng. Đây là lý thuyết quang học phổ biến ở thế kỷ 17. Ngoài ra, Grimaldi và Giovanni Battista Riccioli đã vẽ bản đồ Mặt Trăng và đặt tên cho nhiều hố va chạm, những tên này vẫn được giữ đến ngày nay.